# Salamander (jeu vidéo)
Pour les articles homonymes, voir Salamander.
Salamander (沙羅曼蛇, Saramanda), renommé Life Force en Amérique du Nord et pour sa réédition sur borne d'arcade au Japon, est un shoot 'em up développé et édité par Konami, sorti en 1986 sur borne d'arcade. Il a été adapté sur Amstrad CPC, Commodore 64, MSX, Nintendo Entertainment System, PC-Engine, X68000 et ZX Spectrum.
C'est un jeu dérivé de la série Gradius qui a connu une suite, Salamander 2, sorti en 1996.

## Système de jeu
Le joueur dirige le vaisseau Vic Viper à travers six stages alternant scrolling horizontal et scrolling vertical.. Il est possible de récupérer des power-up pour améliorer l'armement du vaisseau, par exemple un tir multiple. Les boss doivent être vaincus en détruisant leur cœur. 

## Portages
- 1987 : sur MSX et Nintendo (ou Famicom).
- 1988 : sur Amstrad CPC, Commodore 64, Sharp X68000 et ZX Spectrum.
- 1991 : sur NEC PC-Engine.
- 1992 : sur NEC PC-9801.
- 1996 : le 19 juin au Japon dans la compilation Salamander Deluxe Pack Plus sur Saturn ; puis en 1997 sur PlayStation.
- 2007 : le 25 janvier au Japon dans la compilation Salamander Portable sur PlayStation Portable.
- 2025 : le 7 août au tout le monde dans la compilation Gradius Origins sur Xbox Series, PlayStation 5, Steam et Nintendo Switch.

## Animation
Une animation (OAV) tirée du jeu est sortie en 1988 sous la direction de Hisayuki Toriumi. Elle est simplement nommée Salamander.